# The Final Countdown (singel)
The Final Countdown – singel napisany przez Joeya Tempesta. Został umieszczony na trzecim albumie zespołu Europe pod tym samym tytułem.

## Listy sprzedaży
| Lista             | Kraj     | Pozycja |
| ----------------- | -------- | ------- |
| Sverigetopplistan | Szwecja  | 1       |
| SNEP              | Francja  | 1       |
| VG-Lista          | Norwegia | 4       |